# Onno Reint Alberda van Ekenstein
Onno Reint Alberda van Ekenstein (Groningen, 3 februari 1752 – Tjamsweer, 21 oktober 1821) was een Nederlands jonkheer, bestuurder en politicus.

## Levensloop
Onno Alberda van Ekenstein werd geboren als een zoon van Onno Joost Alberda van Ekenstein en Anna Maria Hora. Hij begon zijn carrière als lid van de Gecommitteerde Raden. Daarna was hij lid van de Provinciale Rekenkamer van Groningen. Van 1784 tot 1795 was hij lid van de Gedeputeerde Staten van Groningen, waaronder in de Generaliteitsrekenkamer. Van 2 mei 1814 tot 1 september 1815 functioneerde Alberda van Ekenstein als lid van de Staten-Generaal der Verenigde Nederlanden en van 21 september 1815 tot 21 oktober 1821 was hij lid van de Eerste Kamer der Staten-Generaal.

## Persoonlijk
Op 3 juli 1772 te Groningen trouwde Alberda van Ekenstein met Maria Albertina van Berchuys en samen hadden ze acht kinderen, onder wie Willem Alberda van Ekenstein (1792-1869). Het gezin woonde op huis Ekenstein in Tjamsweer. Hij is een schoonvader van Antoon Anne van Andringa de Kempenaer en grootvader van Tjaard Anne Marius Albert van Andringa de Kempenaer en Onno Reint van Andringa de Kempenaer.

## Nevenfuncties
- Lid van de College van Curatoren van de Hogeschool Groningen, van 1780 tot 1795
- Lid van de Ridderschap van Groningen, van 1814 tot 1821

## Ridderorde
- Ridder in de Orde van de Nederlandse Leeuw

- Biografisch Portaal: 09591011
- Parlement.com: vg09llrsyrzo